# Eugenio Donato
Eugenio Donato (* 17. August 1937 in Zypern; † 19. September 1983) war ein US-amerikanischer Romanist und Literaturwissenschaftler.

## Leben und Werk
Donato, der einen italienischen Vater und eine armenische Mutter hatte, wuchs in Alexandria auf und machte dort das französische Abitur. Er studierte Mathematik an der University of California at Los Angeles und an der Columbia University in New York City, schloss 1956 ab und wurde Gymnasiallehrer in Portsmouth Abbey School, Rhode Island.
Von 1963 bis 1964 lehrte er Französisch an der Cornell University und von 1964 bis 1968 an der Johns Hopkins University in Baltimore. 1965 promovierte er dort bei René Girard mit der Arbeit From Marivaux to Voltaire. An essay in the definition of a literary style. Von 1968 bis 1976 lehrte er Komparatistik an der State University of New York at Buffalo. Ab 1978 war er Professor für Französisch an der University of California, Irvine.
An der University at Buffalo ist der Eugenio Donato Chair of Comparative Literature nach ihm benannt.

## Werke
- (Hrsg. mit Richard Macksey [1931–2019]) The Structuralist controversy. The languages of criticism and the sciences of man [Papers and discussions of the international symposium convened under the auspices of the Johns Hopkins Humanities center, October 18-21, 1966, in Baltimore], Baltimore 1970 (die erste Auflage hat den späteren Haupttitel “The Structuralist controversy” als Untertitel), 1972, 1975, 1977, 1979, 1982, 1995, 2007 (spanisch: Los lenguajes críticos y las ciencias del hombre. Controversia estructuralista, Barcelona 1972; italienisch: La controversia sullo strutturalismo. I linguaggi della critica e le scienze dell'uomo, Neapel 1975. Enthält Beiträge von: René Girard, Charles Morazé, Georges Poulet, Eugenio Donato, Lucien Goldman, Tzvetan Todorov, Roland Barthes, Jean Hyppolite, Jacques Lacan, Guy Rosolato, Neville Dyson-Hudson, Jacques Derrida, Jean-Pierre Vernant und Nicolas Ruwet)
- The script of decadence. Essays on the fictions of Flaubert and the poetics of romanticism, New York 1993 (postume Veröffentlichung)